# Nukus
Nukus (karakalpakisch Nókis, früher kyrillisch Нөкис; russisch Нукус) ist die Hauptstadt der Autonomen Republik Karakalpakistan in Usbekistan mit 312.100 Einwohnern (Stand 1. Januar 2018), am rechten Ufer des Amudarja, Industriestadt (vor allem Leichtindustrie), kultureller Mittelpunkt mit Universität, pädagogischer Hochschule und Theater.

## Geschichte
Nukus ist seit seiner Gründung am 1. April 1932 Hauptstadt der Republik Karakalpakistan. Nukus wurde gegründet, da Toʻrtkoʻl, die alte Hauptstadt, ungünstig gelegen und ständig von den Fluten des Amudarja bedroht war, weshalb entschieden wurde, die Ressourcen in die Gründung einer neuen Hauptstadt statt in Schutzmaßnahmen um Toʻrtkoʻl zu investieren.
Noch in den 1960er Jahren war Nukus eine blühende Stadt im Norden von Usbekistan, eine Oase in der Wüste, gelegen am Aralsee und am Amudarja, der wegen seiner reißenden Strömung den Beinamen „der Tollwütige“ trug.
Heute ist der See deutlich geschrumpft und aus dem Fluss ist ein Rinnsal geworden. Um ausreichend Wasser für den Baumwollanbau zu bekommen, wird das Wasser des Amudarja in unzählige Kanäle abgeleitet und erreicht den Aralsee nicht mehr. Seit 1983 hörte der See als Fischfanggebiet auf zu existieren. An 90 Tagen im Jahr werden Staubstürme beobachtet.

Klimadiagramm von Nukus

## Sehenswürdigkeiten
Das Sawitzki-Karakalpakstan-Kunstmuseum, benannt nach dessen vormaligem Direktor Igor Witaljewitsch Sawizki, der eine Sammlung von zehntausenden von Bildern "mit viel Mühe, Mut und Begeisterung zusammengetragen hat", beherbergt eine einzigartige Sammlung klassischer russischer Avantgarde-Kunst der 1920er, 1930er und 1940er Jahre (nach derjenigen des Russischen Museums in Sankt Petersburg die zweitgrößte überhaupt). Der entfernt gelegene Ort dieser bedeutenden Sammlung ist als Ergebnis der stalinistischen Kulturpolitik anzusehen, die unliebsame Künstler und ihre Werke in die Verbannung schickte. Dank der Weitsicht von Sawitzki und der untergeordneten geopolitischen Position von Nukus sind die Werke für die interessierte Öffentlichkeit erhalten geblieben.
Siehe Hauptartikel: Kunstmuseum Nukus
In der Umgebung von Nukus gibt es darüber hinaus viele historische Relikte zu sehen, darunter riesige Burgen (so genannte Kalas).

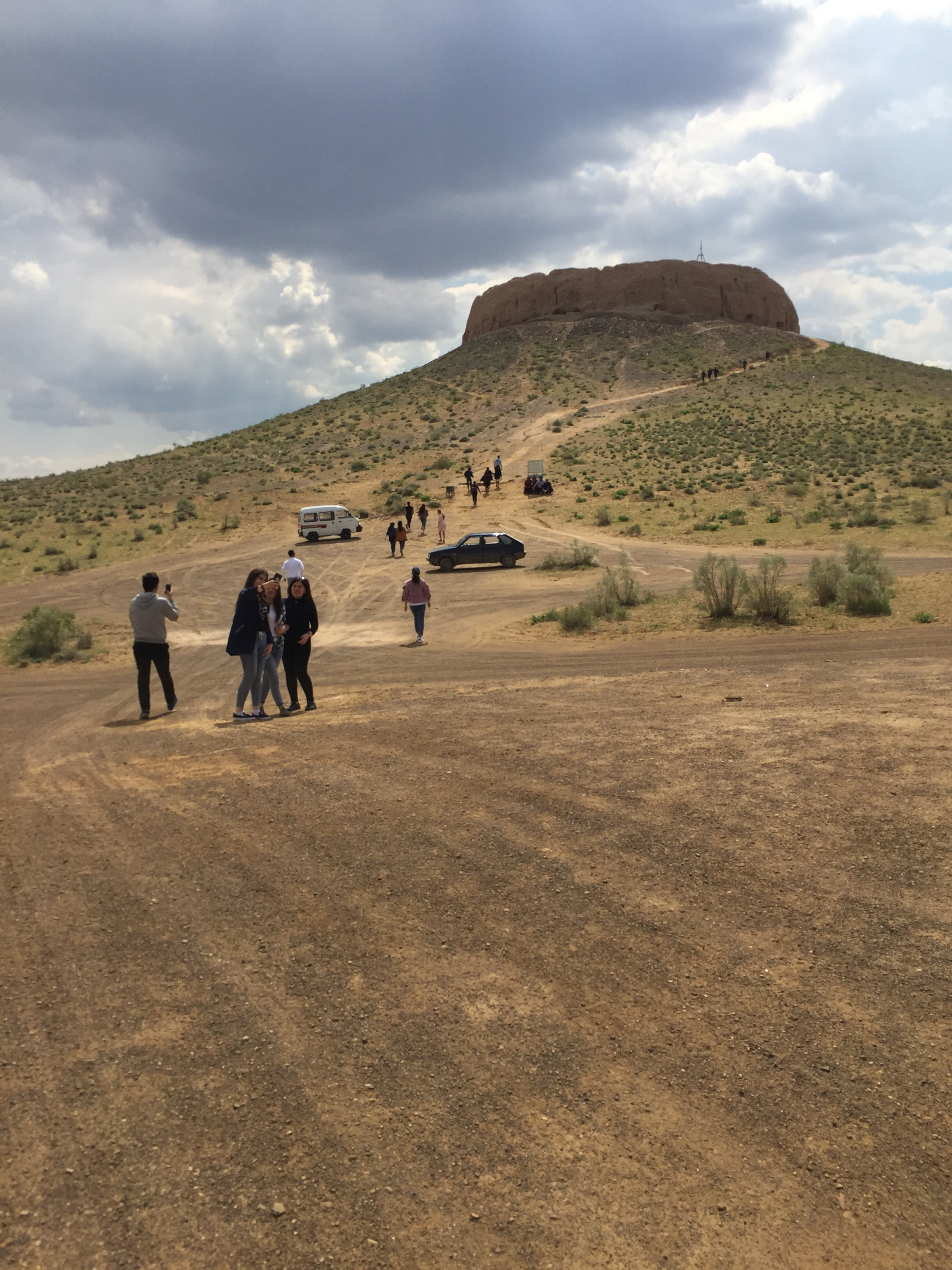
Unweit von Urganch in Richtung Nukus liegt die Shilpiq-Festung (Shilpiq Kala)
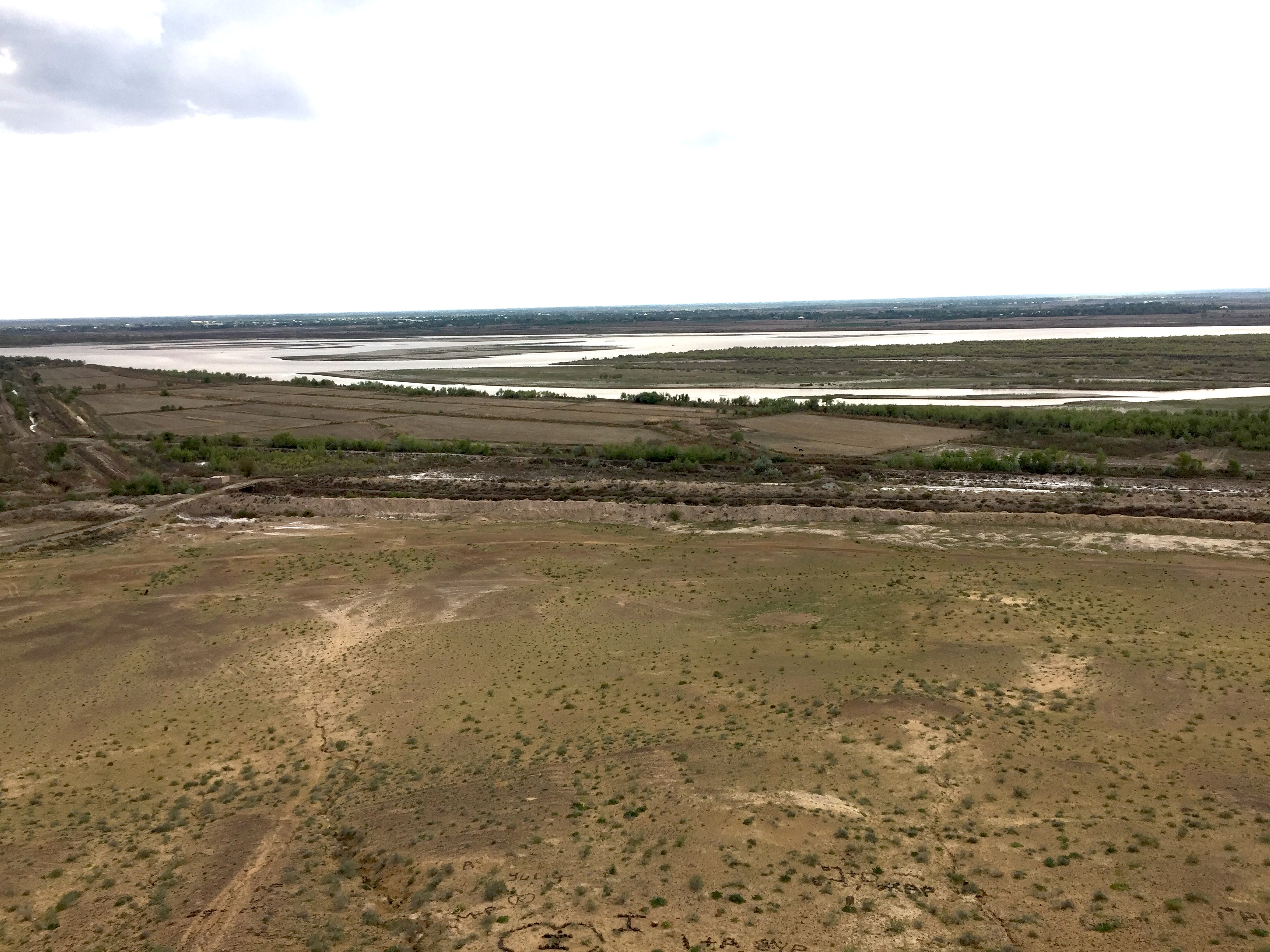
Der Amudarja von der Shilpiq Kala aus gesehen. (Anfang Mai 2019)

## Politik
Nukus ist Hauptstadt Karakalpakstans. In Nukus befindet sich das karakalpakische Parlament Joqarǵi Keńes.

## Klima
In Nukus herrscht ein typisches kühles Wüstenklima (BWk) mit langem, sehr heißem und extrem trockenem Sommer, in dem es fast nie regnet, mildem bis warmem Frühling und Herbst mit seltenen Niederschlägen und kurzem, aber dennoch sehr kaltem und teils schneereichem Winter.

## Söhne und Töchter der Stadt
- Mansur Walijew (* 1950), russischer Generaloberst[6]
- Amandyq Batalow (* 1952), kasachischer Politiker
- Ädilbek Nijasymbetow (* 1989), kasachischer Boxer im Halbschwergewicht
- Zaynab Dayibekova (* 2002), Säbelfechterin